# 弗朗切斯科·里贡
弗朗切斯科·里贡（義大利語：Francesco Rigon，1987年1月7日—），意大利男子赛艇运动员。他曾代表意大利参加世界赛艇锦标赛，获得一枚金牌和一枚铜牌，均来自男子轻量级四人双桨项目。